# Johann Gottlob Heynig
Johann Gottlob Heynig (* 11. April 1772 in Plauen; † 2. Februar 1837 ebenda) war ein deutscher Philosoph, Historiker und Publizist.

## Leben
Heynig besuchte das Gymnasium seiner Heimatstadt und studierte ab 1791 in Wittenberg Theologie, ab Frühjahr 1795 in Jena Philosophie und wurde schon im Herbst des gleichen Jahres wegen der Veröffentlichung religions- und gesellschaftskritischer Schriften exmatrikuliert. Im Januar 1796 begann er ein unstetes Wanderleben, das ihn u. a. nach Leipzig, Göttingen, Berlin, Altona, Zwickau, Hof, Heidelberg, Mannheim, Erfurt, Dresden, Wittenberg, Schleusingen, Merseburg, Bad Kösen und 1820 schließlich wieder zurück in seine Heimatstadt Plauen führte. Im Juni 1803 heiratete er Sophie von Breitenbauch (gestorben 1820), die Nichte des Weimarischen Kammerherrn Georg August von Breitenbauch (1731–1817), mit der er fünf Kinder hatte. 1816 trennte sich Sophie Heynig, geborene von Breitenbauch von ihrem Mann. Von 1822 bis 1831 gab er in Plauen die sporadisch erscheinende Zeitschrift „Der teutsche Sokrates aus dem Vogtland“ heraus.

## Wirkung
Heynig (Pseudonyme auch Samuel Psik Schalscheleth und Wekhrlin der Jüngere) hinterließ ein umfangreiches z. T. polemisches Werk, das fast völlig in Bedeutungslosigkeit versank. Es lassen sich etwa 40 selbständige Schriften nachweisen, die meist in kleinen Auflagen an verschiedensten Orten erschienen sind. Immerhin wurden zwei seiner Schriften gegen Kant sowie eine Replik zu Kants Aufsatz Zum ewigen Frieden im 20. Jahrhundert nachgedruckt. Aber auch in seiner Bewunderung und späteren Verurteilung Fichtes und in Einwürfen gegen Schelling hat er marginale Spuren in deren Werkausgaben hinterlassen, auch wenn die jeweiligen Registerbände seine genauen Lebensdaten nicht kennen. Seine Schriften befassen sich mit historischen, philosophischen, psychologischen, theologischen und politischen Themen. In einer Autobiographie berichtet er über seine Schwierigkeiten in Schule und Universität und stellt sich als „Querdenker“ dar, dessen akademischer Erfolg von böswilligen Kräften vereitelt wurde (J. G. Heynig's kurzgefaßte Lebensgeschichte : nebst einem räsonnirenden Verzeichniß seiner Schriften Straßburg 1806 und 1809). Tatsächlich sind die Bemerkungen seiner Zeitgenossen eher distanziert bis abweisend, die Universitäten warnten sich vor seinem Auftreten.
In der philosophischen Sekundärliteratur taucht Heynig, wenn überhaupt, nur in Fußnoten auf. Vereinzelt fand sein publizistisches Wirken Erwähnung (Alfred Estermann 1991), seine Propädeutik der Geschichte wird gelegentlich in Aufsätzen zur Geschichte der Geschichtswissenschaft zitiert und seine psychologischen Schriften (Psychologisches Magazin) wird bei Eckardt et al. 2001 etwas ausführlicher gewürdigt. Heynigs Vorgehen kann als eklektizistisch, polemisch und antimetaphysisch bezeichnet werden. Philosophisch steht er, vor allem in den Schriften gegen Kant und später Fichte auf dem Standpunkt eines naiven Realismus, in der Friedensschrift in einer plebejisch, volksaufklärerischen Tradition. Gelegentlich und zumal in seinem letzten Werk sind antijüdische Töne zu vernehmen. Das verstreute und z. T. verschollene Werk Heynigs spiegelt die philosophischen und politischen Themen der Zeit des klassischen deutschen Idealismus aus der Sicht eines armen, umherziehenden, selberdenkenden und akademisch glücklosen Gelehrten in z. T. epigonaler und exzentrischer Weise wieder. Dennoch gelingen dem an zahlreichen Universitäten anklopfenden Privatgelehrten mitunter erstaunliche Einsichten. „Es ist ein großer, aber haarfeiner Unterschied zwischen Etwas denken wollen, und zwischen Etwas wirklich denken. Im ersten Fall bildet man sich gewöhnlich nur ein, daß man etwas denke; denkt aber eigentlich nichts...“

## Werke (Auswahl)
- Historisch-geographische Beschreibung Wittenbergs und seiner Universität, nebst ihrem gegenwärtigen Zustand. Frankfurt und Leipzig  1795
- Die armen getäuschten Juden! Oder Moses und Messias zum zweyten und letzten Mahl enthüllt und aufgedeckt. Cöln Peter Hammer 1798
- Immanuel Kants Entwurf zum ewigen Frieden. Germanien (d. i. Hamburg) 1797 (Neudruck in: Ewiger Frieden? Dokumente einer deutschen Diskussion um 1800. Leipzig und Weimar  Kiepenheuer bzw. München  Beck 1989, S. 257–271)
- An Herrn Professor Fichte in seiner philosophischen Einsamkeit. Jena und Leipzig Gabler 1795 (nur in der BSB München nachweisbar, dort verschollen)
- Über die ungemeine Schädlichkeit der Brannteweinbrennereiyen. An alle Obrigkeiten zur Beherzigung vorgelegt von einem teutschen Patrioten. Altona Verlags-Gesellschaft 1798
- Berichtigung der Urtheile des Publikums über Kant und seine Philosophie. Von keinem Zunftgelehrten und Sektenphilosophen, sondern von einem bloßen Menschen. Cöln Peter Hammer 1797 online(Neudruck: Brüssel 1968)
- Herausforderung an Herrn Professor Kant in Königsberg, die Hauptsätze seiner Transcendental-Philosophie entweder von neuem zu begründen, oder sie als unstatthaft zurückzunehmen. Leipzig  Kummer 1798 (Neudruck: Brüssel 1968)
- Psychologisches Magazin. Altenburg Richter 1796/7
- Heraclius. Eine orientalische Geschichte aus den Zeiten der arabischen Welt-Revoluzion. Leipzig Grasse 1802
- Abgepreßte Erklärung an die Philosophen und Kritiker in der weltberühmten Wissenschaftsstadt Jena, die angegriffene Kantinische Philosophie entweder zu vertheidigen, oder als ungültig zu verdammen. Berlin 1799
- Europa´s Pflicht, die Türken wider nach Asien zu treiben, und Griechenland mit dem Occident zu vereinigen. Leipzig Grasse 1801 (zweite Auflage Dessau 1821)
- Genius der Menschheit oder die wahre Revoluzion. Zwickau und Leipzig Friedrich Schumann 1803
- Ideen zur Geschichte des großen Ganges der Cultur und der Menschheit in der Welt. Zwickau Friedrich Schumann 1803
- Thüringer Volksgeschichte, in zwey Theilen, erster Theil. Nürnberg und Sulzbach Seidel 1804
- Plato und Aristoteles, oder der Übergang vom Idealismus zum Empirismus. Nürnberg und Sulzbach Seidel 1804
- Versuch einer Propädeutik der Geschichte. Halle Bäntsch 1805
- J. G. Heynig's kurzgefaßte Lebensgeschichte : nebst einem räsonnirenden Verzeichniß seiner Schriften. Straßburg 1806 und 1809
- Die Unsterblichkeit der menschlichen Seele außer allen Zweifel gesetzt. Erfurt 1809 (mehrere Auflagen, Übersetzung ins Holländische)
- Der deutsche Sokrates aus dem Voigtland in freien Mittheilungen an Alle, denen es um Licht und Wahrheit und Recht und daraus einzig und allein kommendes Menschenwohl zu thun ist. Plauen  1822–1826
- Das Heil der Welt aus Norden. Plauen 1836